# Rosemont (Illinois)
Rosemont ist ein Ort in Cook County, Illinois, Vereinigte Staaten, der nordwestlich von Chicago liegt. Das U.S. Census Bureau hat bei der Volkszählung 2020 eine Einwohnerzahl von 3.952 ermittelt.

## Lage
Die Stadt profitiert von der Nähe zu Chicago. Rosemont liegt wenige Kilometer nordwestlich von Chicago, der O’Hare International Airport lässt sich von Rosemont aus in weniger als zehn Minuten erreichen. Östlich von Rosemont liegt der Michigansee. Durch Rosemont führen die Interstates 294, 90 und 190.

## Demographie
In den letzten Jahrzehnten hat sich die Einwohnerzahl der Stadt kaum verändert. Nachdem Rosemont in den 1960er Jahren ein großes Wachstum erlebte, stabilisierte sich die Einwohnerzahl auf etwa 4000. Knapp 80 % der Bevölkerung waren laut einem Zensus von 2000 weißer Hautfarbe. Es gibt Minderheiten aus Asien, die insgesamt 4 % der Stadtbevölkerung ausmachen. Zudem weist Rosemont eine nennenswerte bulgarische Minderheit auf, die 2000 etwa 2,7 % der Bevölkerung Rosemonds ausmachte.

## Wirtschaft
Rosemont ist ein starker Wirtschaftsstandort in der Metropolregion Chicago. Firmen wie Haribo, das in Rosemont den Hauptsitz von Haribo of America hat, und Emirates, auf Grund der Nähe zum O’Hare International Airport, betreiben hier Büros.

## Infrastruktur
Rosemont verfügt über einen großen Unterhaltungskomplex und eine sogenannte Edge City, einen vielfältig genutzten Bezirk am Stadtrand.

### Donald E. Stephens Convention Centre
Für gesellschaftliche und geschäftliche Treffen gibt es das Donald E. Stephens Convention Centre. Auf einer Fläche von über 78.000 Quadratmetern werden dort Handelsmessen, Conventions und andere Veranstaltungen ausgerichtet. Außerdem beherbergt das Gebäude ein Museum.

### Allstate Arena
In der Allstate Arena, die nahezu 20.000 Zuschauer fasst, finden das ganze Jahr über Events statt. Die Allstate Arena ist das Heimstadion der Chicago Wolves und von Chicago Sky. Außerdem fand bereits dreimal das Wrestling-Event Wrestlemania in der Allstate Arena von Rosemond statt.

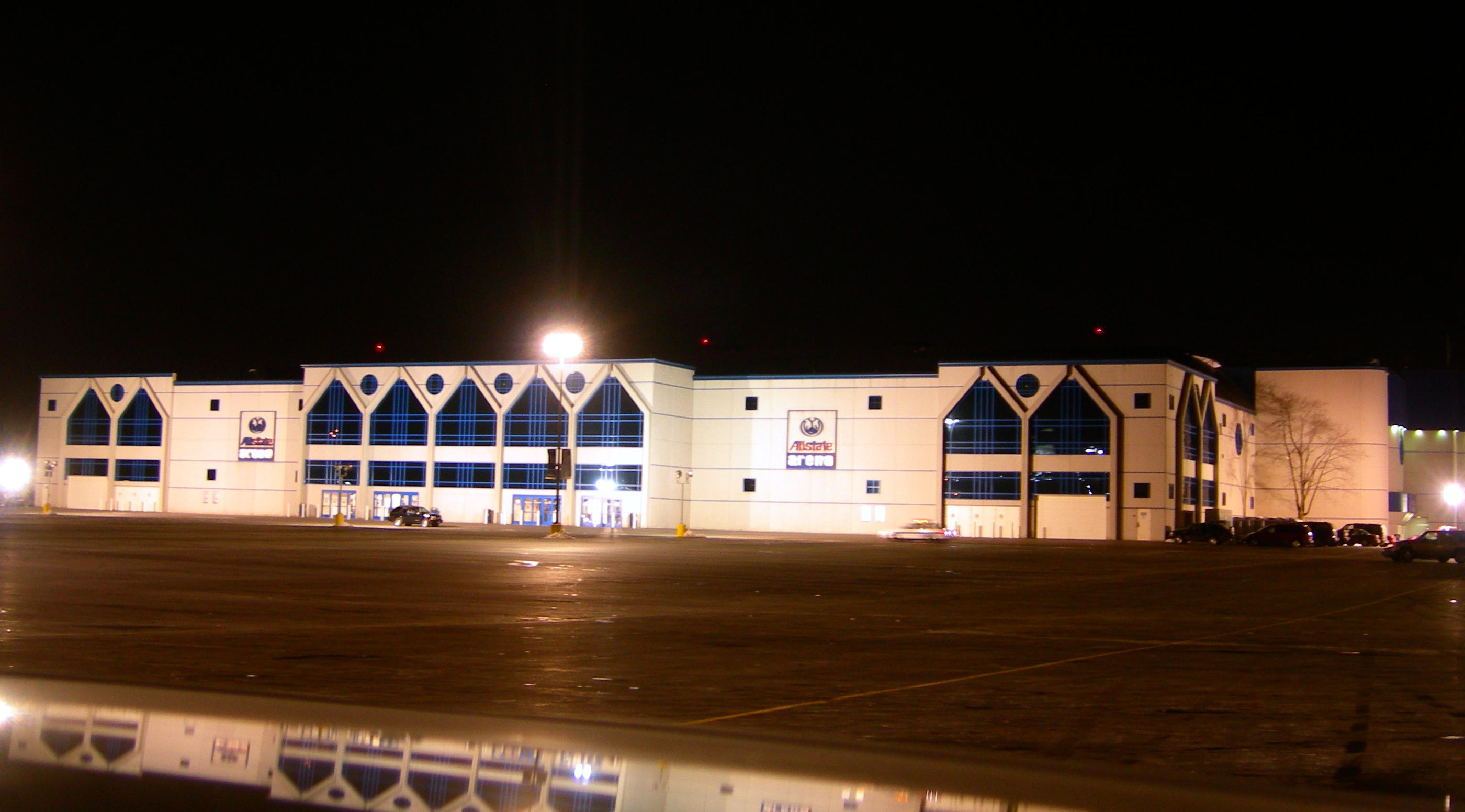
Die Allstate Arena in Rosemont nahe Chicago

### Rosemont Theatre

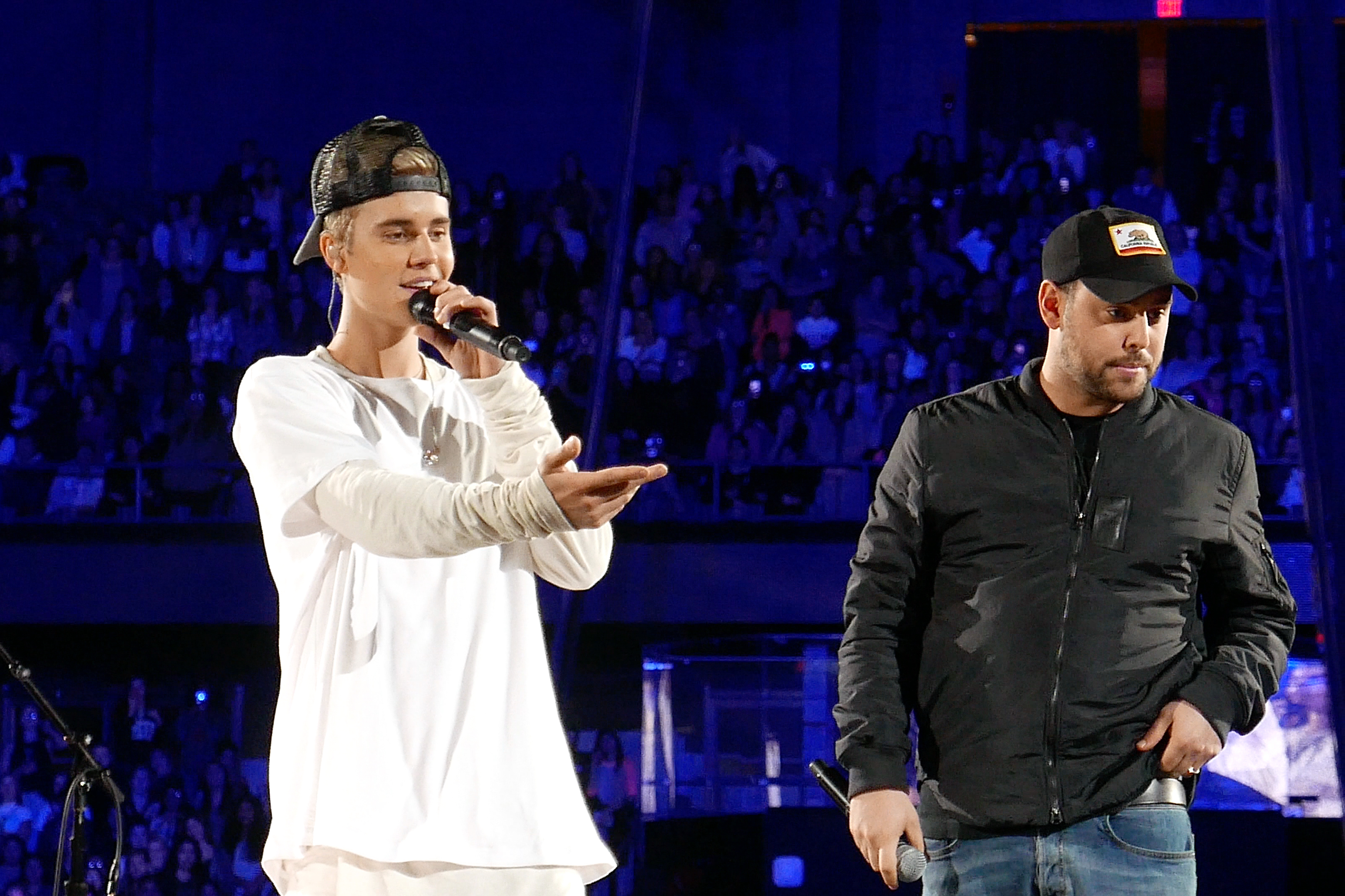
Konzert in Rosemont von Justin Bieber und Scooter Braun

Die Stadt Rosemont verfügt über ein Theater, in dem regelmäßig Veranstaltungen stattfinden.

### Rosemont Ballpark
Der Ballpark ist eine Sportanlage für die Sportarten Baseball und Softball. Die Anlage besteht aus dem Dome, in dem kleinere Turniere und Trainings stattfinden, und dem Stadium, indem Meisterschaften und bedeutendere Turniere stattfinden. Die Anlage gehört der Stadt Rosemont.

### Fashion Outlets of Chicago
Das Fashion Outlets of Chicago befindet sich in Rosemont.

## Tourismus
Ein wichtiger Wirtschaftszweig in der Stadt ist der Tourismus. Inzwischen haben sich viele Hotels und Restaurants in der Stadt etabliert, die von den Besuchern der Stadt abhängig sind. Nach offiziellen Zahlen kommen durchschnittlich 75.000–100.000 Besucher pro Tag in die Kleinstadt Rosemont. Auf Grund der vielen Besucher gibt es in Rosemont große Hotels von Hotelketten, wie Best Western, Global Hyatt, Mariott International und Hilton.